# Karl Föster
Karl Föster (* 3. Juni 1915 in Bad Fredeburg; † 5. Mai 2010 in Arnsberg) war Vorstandsmitglied des Franz-Stock-Komitees, Träger des Bundesverdienstkreuzes am Bande sowie Co-Autor vieler Bücher.

## Werdegang
Karl Föster wurde 1915 in Bad Fredeburg als eines von 11 Geschwistern geboren und lebte bis zu seinem Tod mit seiner Frau in Arnsberg. Während der NS-Diktatur war er Mitglied des Quickborns, später auch der Sturmschar. Ab dem 1. November 1937 war er Wehrmachtssoldat und nahm später am Zweiten Weltkrieg teil. Bedingt durch eine Verwundung war er zeitweise „frontuntauglich“ und machte währenddessen seine Meisterprüfung.
Nach dem Krieg wurde Föster Gärtnermeister bei der Stadt Arnsberg, wo er unter anderem den jüdischen Friedhof betreute.
Bereits früh nach dem Krieg engagierte er sich wieder für die katholische Jugendbewegung. Er trat dem Pax Christi bei und setzte sich für das Vorankommen des Verbandes sowie in vielfältiger Weise für die Versöhnung von Christen und Juden ein. Er hat sich mit mehreren Beiträgen an der Dokumentation der Arnsberger Geschichtswerkstatt „Juden in Arnsberg“ beteiligt. Darüber hinaus hat er eine Reihe von regionalhistorischen Beiträgen – oft mit Bezug zum katholischen Widerstandes beziehungsweise der Jugend- oder Friedensbewegung – veröffentlicht. Am 6. November 2006 erhielt er in Arnsberg das Bundesverdienstkreuz am Bande durch den Landrat des Hochsauerlandkreises, Karl Schneider. Zu dieser Ehrung wurde er vom Vorstand von Pax Christi vorgeschlagen.